# Por amarte
Por amarte è un brano musicale del cantante spagnolo pubblicato come terzo singolo dall'album Enrique Iglesias del 1996.

## Classifiche
| Classifica (1996)                          | Posizione massima |
| ------------------------------------------ | ----------------- |
| Stati Uniti Hot Latin Tracks               | 1                 |
| Stati Uniti Latin Pop Airplay              | 1                 |
| Stati Uniti Latin Regional Mexican Airplay | 2                 |
| Stati Uniti Latin Tropical/Salsa Airplay   | 13                |
| Messico                                    | 1                 |
| Colombia (ASINCOL)                         | 5                 |